# Australische Badmintonmeisterschaft 1939
Die Australische Badmintonmeisterschaft 1939 fand in Hobart statt. Es war die fünfte Austragung der Badmintontitelkämpfe von Australien.

## Titelträger
| Disziplin    | Sieger                       |
| ------------ | ---------------------------- |
| Herreneinzel | Allan McCabe                 |
| Dameneinzel  | Beryl Cuthbertson            |
| Herrendoppel | Bob Harper Jack Prior        |
| Damendoppel  | Mavis Wray Beryl Cuthbertson |
| Mixed        | Tim Thompson Mavis Wray      |